# كارل تورنر
كارل تورنر (29 نوفمبر 1987 - ) (بالإنجليزية: Karl Turner)‏ هو لاعب كريكت بريطاني. لعب مع نادي مقاطعة نوتنغهامشير للكريكت ‏.

## وصلات خارجية
- كارل تورنر على موقع إي آس بي آن كريك إنفو (الإنجليزية)